# Museo Peranakan
Il Museo Peranakan è un museo di Singapore specializzato nella cultura Peranakan. Museo gemello di quello delle civiltà asiatiche, è il primo del suo genere al mondo, che esplora le culture dei Peranakan a Singapore e in altri ex Stabilimenti dello Stretto, di Malacca e Penang e altre comunità di Peranakan nel sud-est asiatico. È ospitato nell'edificio della Vecchia Tao Nan School in Armenian Street, che un tempo fungeva da ala estesa alla collezione di manufatti del Museo delle civiltà asiatiche.

## Storia
Il 1º gennaio 2006, il Museo, allora noto come ACM 1, venne chiuso per una importante operazione di rinnovamento. Alla sua chiusura, la direzione del museo scelse il tema della cultura Peranakan anziché un museo per bambini e della ceramica cinese come nuova vetrina nello spazio della scuola di Tao Nan. Ciò ha consentito al Museo di ospitare la collezione museale, più completa al mondo, di manufatti e articoli della cultura Peranakan, con un potenziale numero annuale di 112.000 visitatori. Inoltre, il rinnovamento ha consentito di aumentare del 25% lo spazio espositivo. Il museo ospita anche ristoranti e negozi a tema Peranakan adiacenti al suo edificio.
Il museo è stato aperto ufficialmente il 25 aprile 2008, con dieci gallerie permanenti che espongono i temi principali della vita dei Peranakan. Una caratteristica centrale del museo è il letto matrimoniale Peranakan che un tempo apparteneva alla signora Quah Hong Chiam di Penang e lo stesso letto dove diede alla luce i primi sette dei suoi 11 figli.
Il 1º aprile 2019, il museo è stato chiuso per lavori di restauro fino alla fine del 2020.

## Gallerie
Le diverse gallerie sono così distribuite: 
- Galleria 1 (1º livello)
- Gallerie 2 - 5 (2º livello)
- Gallerie 6 - 10 (3º livello)
- Gallerie per mostre speciali (3º livello)

La Galleria 1 intitolata Origini offre un'introduzione alla cultura dei Peranakan e alle varie comunità di Peranakan a Singapore, Malacca, Penang e nel sud-est asiatico. I visitatori delle sale successive apprenderanno la storia del tradizionale matrimonio dei Peranakan, della durata di 12 giorni, in cui vengono presentate cerimonie significative come il lap chai (scambio di doni) e il chiu thau (maggiore età). I visitatori possono anche vedere l'elaborata camera matrimoniale e una processione nuziale che si svolge al chiuso al livello 2. La Galleria 6, Nonya, mostra le arti e l'artigianato dei Nonya, come le perline, insieme a una mostra sul kebaya Nonya e il ruolo delle donne nel trasmettere valori culturali ai bambini. La Galleria 7 mostra la religione, dei peranakani e le loro fedi. La Galleria 8 illustra il commercio, la politica e gli affari sociali di importanti peranakani nella storia di Singapore in questa mostra intitolata Public Life. La Gallery 9 su Cibo e feste offre una scena di un grande banchetto con la migliore collezione al mondo di porcellane nonya. L'esperienza visiva si conclude con un'introspezione dei moderni Peranakani e di come si sentono riguardo alla loro eredità e al futuro della loro cultura, nella Galleria 10 (Conversazioni). Altre gallerie presentano mostre speciali a tema in continua evoluzione.